# Tulaya
Tulaya is een geslacht van vlinders van de familie grasmotten (Crambidae), uit de onderfamilie Odontiinae.

## Soorten
- T. margelana (Bethune-Baker, 1893)
- T. staudingeri (Bethune-Baker, 1893)